# 満願寺 (栃木県上三川町)
満願寺（まんがんじ）は、栃木県河内郡上三川町東汗（ひがしふざかし）にある真言宗智山派の寺院。

## 歴史
767年（神護景雲元年）、勝道によって開山された。
当寺の本尊となっている薬師如来像は定朝様の寄木造で、現在は秘仏である。当寺所蔵の阿弥陀如来像も定朝様の寄木造で、造立年代も平安時代末期から鎌倉時代初期のものである。

## 文化財
- 木造阿弥陀如来坐像（栃木県指定有形文化財 昭和42年4月7日指定）[2]
- 絵馬（上三川町指定文化財 昭和47年12月1日指定）[3]
- 薬師三尊像（上三川町指定文化財 昭和47年12月1日指定）[4]
- 薬師堂（上三川町指定文化財 昭和47年12月1日指定）[5]
- 楼門（上三川町指定文化財 昭和47年12月1日指定）[6]
- 不動明王立像・天部立像（上三川町指定文化財 平成元年4月1日指定）[7]
- 満願寺のカヤ（上三川町指定天然記念物 昭和43年4月1日指定）[8]

## 交通アクセス
- 宇都宮上三川ICより車10分。